# Komatsu (Ishikawa)

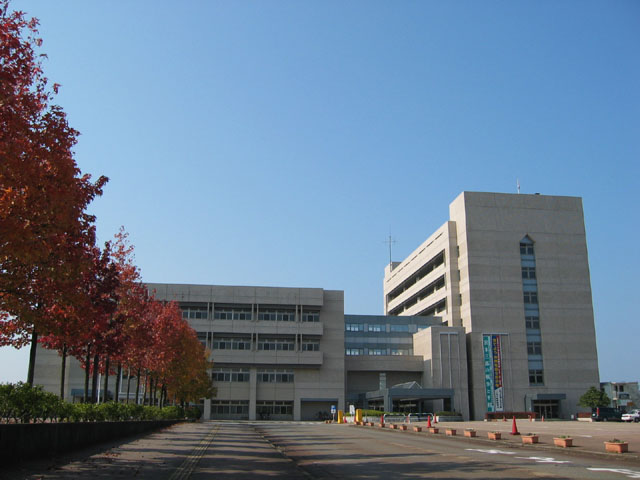
Het stadhuis van Komatsu

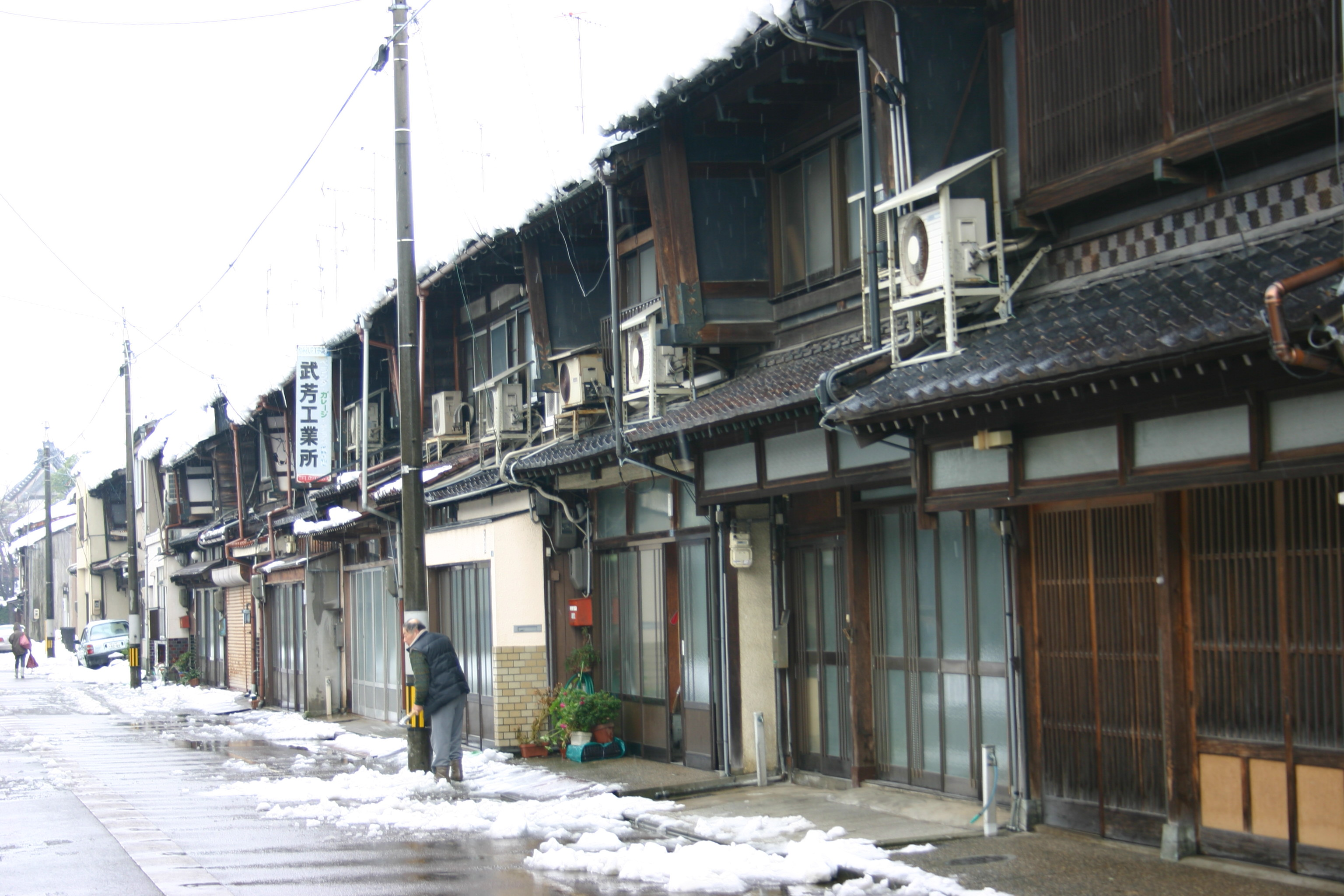
De oude stad

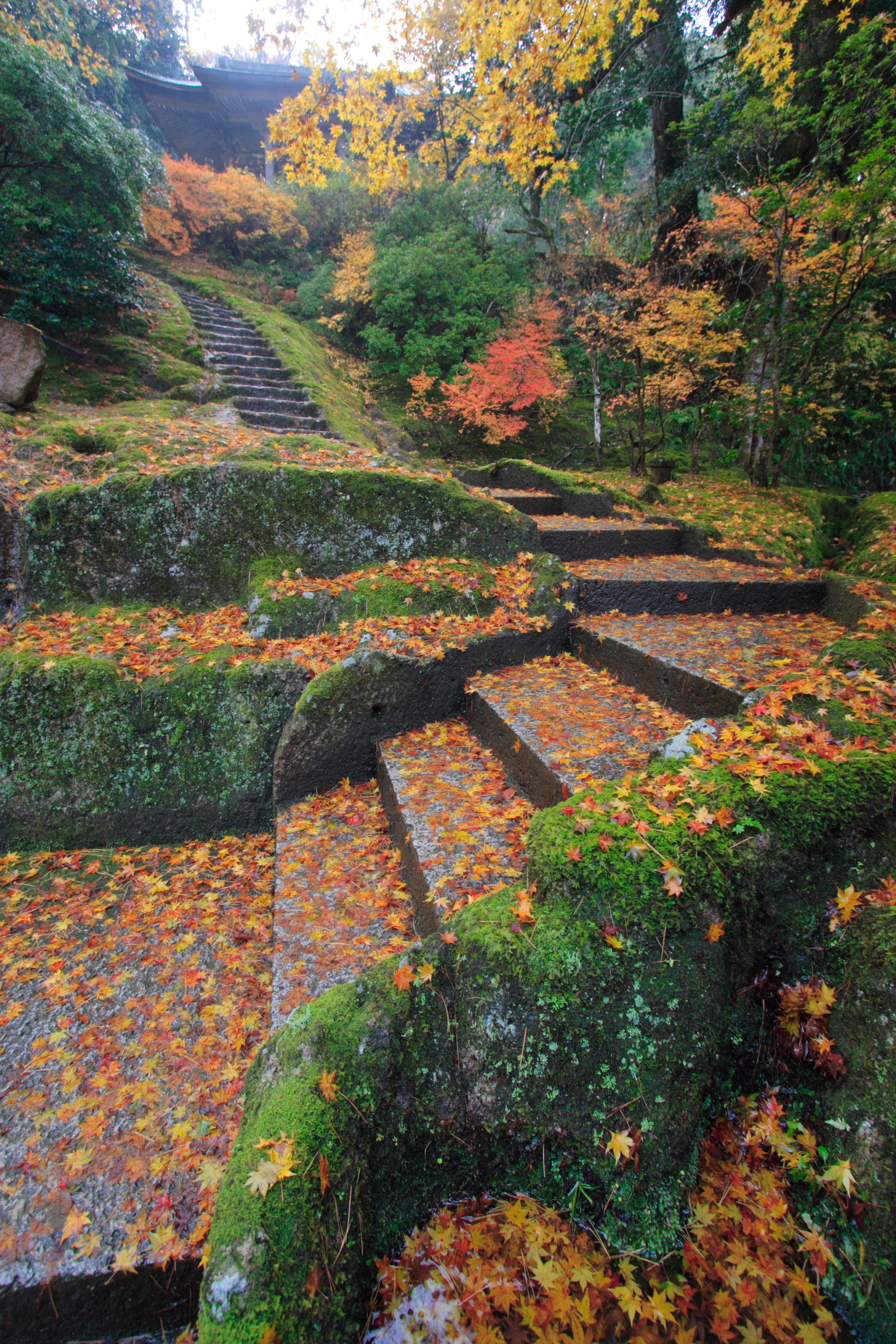
De Nata-dera

 Komatsu  (Japans: 小松市,  Komatsu-shi) is een stad in de Japanse prefectuur Ishikawa. Begin 2008 had de stad een geschatte bevolking van 109.285 inwoners en een bevolkingsdichtheid van 294 inwoners per km². De totale oppervlakte van deze stad is 371,13 km². Komatsu is de op twee na grootste stad van de prefectuur Ishikawa.

## Geografie
Komatsu wordt begrensd door Hakusan, Nomi en Kaga in de prefectuur Ishikawa en door Katsuyama in de prefectuur Fukui. De rivieren Kakehashigawa en Maekawa stromen door de stad. In het zuiden van de stad bevindt zich het Kagasanmeer (加賀三湖).

## Geschiedenis
De geschiedenis van Komatsu gaat terug tot de Jomonperiode. Bij opgravingen zijn er bewijzen gevonden dat er in de plaats Yokaichi Chikata reeds aan landbouw werd gedaan in het midden van de Yayoiperiode.
Het huidige stedelijke gebied is ontstaan rond het Kasteel van Komatsu, dat gebouwd werd door Wakabayashi Nagato, de leider van de religieuze revolte van 1576. De ontwikkeling van Komatsu als een kasteelstad kwam er vanaf 1639 toen het hoofd van de Kaga-han,
Maeda Toshitsune,zich terugtrok in het kasteel.
In 1889 werd Komatsu een gemeente (cho). Op 1 december 1940 kreeg Komatsu het statuut van stad (shi) toen het fuseerde met de gemeente Ataka en de dorpen Maki, Itazu, Shirae, Noshiro, Miyuki en Awazu. Tijdens de grote Showa-fusie in 1955 breidde Komatsu uit met de dorpen Yatano, Nata, Nakaumi en een deel van Tsukizu, en in 1956 met de dorpen Kaneno, Nishio, Osugidani, Shinmaru en een deel van Kokufu.

## Bezienswaardigheden
- Nata-dera , een boeddhistische tempel van de Shingonsekte
- Kasteel van Komatsu (Komatsu-jō)
- Awazu-onsen
- Motorcar Museum of Japan

## Verkeer

### Luchthaven
Luchthaven Komatsu (小松飛行場, Komatsu Hikōjō) is de belangrijkste luchthaven van de prefectuur Ishikawa. De luchthaven bedient naast het zuidelijk deel van Ishikawa ook de hoofdstad Kanazawa en het noordelijke deel van de prefectuur Fukui. Op de luchthaven is tevens een luchtmachtbasis van de Japanse Zelfverdedigingstroepen gevestigd.

### Trein
Het gebied wordt bediend door de JR West Hokuriku-lijn .
Er zijn 3 stations op het grondgebied van Komatsu:
- station Awazu
- station Komatsu
- station Meihō

### Bus
- Komatsu Bus
- Bussen van de Hokuriku Railroad (北陸鉄道, Hokuriku Tetsudō)
- West JR Bus Company
- Bussen van de Sagami Railway (相模鉄道, Sagami Tetsudō)
- Hankyu Bus

### Weg

#### Autosnelweg
- Hokuriku-autosnelweg
  - afrit 14 Komatsu

#### Autoweg
Komatsu ligt aan de volgende autowegen :
- Autoweg 8
- Autoweg 305
- Autoweg 360
- Autoweg 416

#### Prefecturale weg
Komatsu ligt aan de prefecturale wegen 4,11,20, 22, 25, 43, 44, 54,55, 101, 107, 109, 111, 145, 149,154, 156,158,160,163,164,165,167,169,170, 294 en 295.

## Partnersteden
Komatsu heeft een stedenband met:
- Takaoka, Toyama

Zustersteden:
- Suzano, São Paulo, Brazilië (sinds 11 juli 1972)
- Vilvoorde, België (sinds 15 mei 1974)
- Gateshead, Engeland (2 augustus 1991)

Vriendschapssteden:
- Guilin, Volksrepubliek China
- Changnyeong, Zuid-Korea
- Jining, Volksrepubliek China
- Angarsk, Rusland

## Aangrenzende steden
- Hakusan
- Kaga
- Katsuyama
- Nomi